# Kobberup Kirke
Kobberup Kirke er en kirke i Kobberup Sogn i det tidligere Fjends Herred, Viborg Amt, nu Viborg Kommune. Kirken var i middelalderen viet til Sankt Mikael. Apsis, kor og skib er opført i romansk tid af granitkvadre over skråkantsokkel, nogle steder med rille.
Sydportalen er stadig i brug og har portal med et par balusterformede frisøjler med terningkapitæler og baser samt tympanon med malteserkors. Nordportalen er tilmuret og spores kun svagt i murværket. Apsis har bevaret et rundbuevindue, i skibets langmure ses tilmurede romanske vinduer. I tårnets nordsokkel ses indmurede vinduesoverliggere og krumme sten, som formodentlig stammer fra den oprindelige korbue. Tårnet er opført i sengotisk tid af genanvendte kvadre og munkesten. Tårnets gavle har blændingsdekorationer af den nordvestjyske type. Våbenhuset er opført i sengotisk tid men er blev omformet ved en istandsættelse.
Apsis har bevaret sit halvkuppelhvælv, kor og skib har bjælkelofter. Den oprindelige korbue er på et tidspunkt blevet udvidet og gjort tykkere. Altertavlen med oprindelige malerier samt prædikestolen er fra 1633. Prædikestolen er blevet udstyret med pietistiske allegori-malerier i 1700-tallet.
Den romanske døbefont af granit har dobbeltløver med menneskehoveder på kummen og hoveder på fodens hjørner.

## Eksterne kilder og henvisninger
- Wikimedia Commons har flere filer relateret til Kobberup Kirke
- Kobberup Kirke Arkiveret 31. januar 2011 hos  Wayback Machine hos nordenskirker.dk
- Kobberup Kirke hos KortTilKirken.dk